# Zhang Zilin
Zhang Zilin (en xinès simplificat: 张梓琳; en xinès tradicional: 張梓琳; en Pinyin: Zhāng Zǐlín) (nascuda el 22 de març de 1984 a Shijiazhuang, Hebei), és una model xinesa. Va ser Miss Món 2007. Va ser la primera Miss Món oriental d'origen xinès.

## Biografia
Zhang va néixer a Shijiazhuang i després es va traslladar a Pequín, on va assistir a l'escola secundària entre 1996 i 2002. Més tard continua els seus estudis a la Universitat de Ciència i Tecnologia de Beijing, assolit una Llicenciatura en Administració d'Empreses a 2006. Zhang està treballant actualment com a model.
Zhang sempre ha destacat pel seu acompliment acadèmic i va tenir grans èxits en els seus estudis. A més, Zhang també és un brillant esportista i ha iniciat la formació d'Atletisme des que tenia 8 anys.
El 2006, va ser triada com una de les deu millors supermodels professional durant the Chinese Fashion and Culture Award. El 2007 va participar en la Col·lecció Tardor / Hivern de Giorgio Armani a París i més tard va obtenir el mateix títol de "Top Model de l'Any" per la New Silk Road modeling agency.